# 中国古動物館

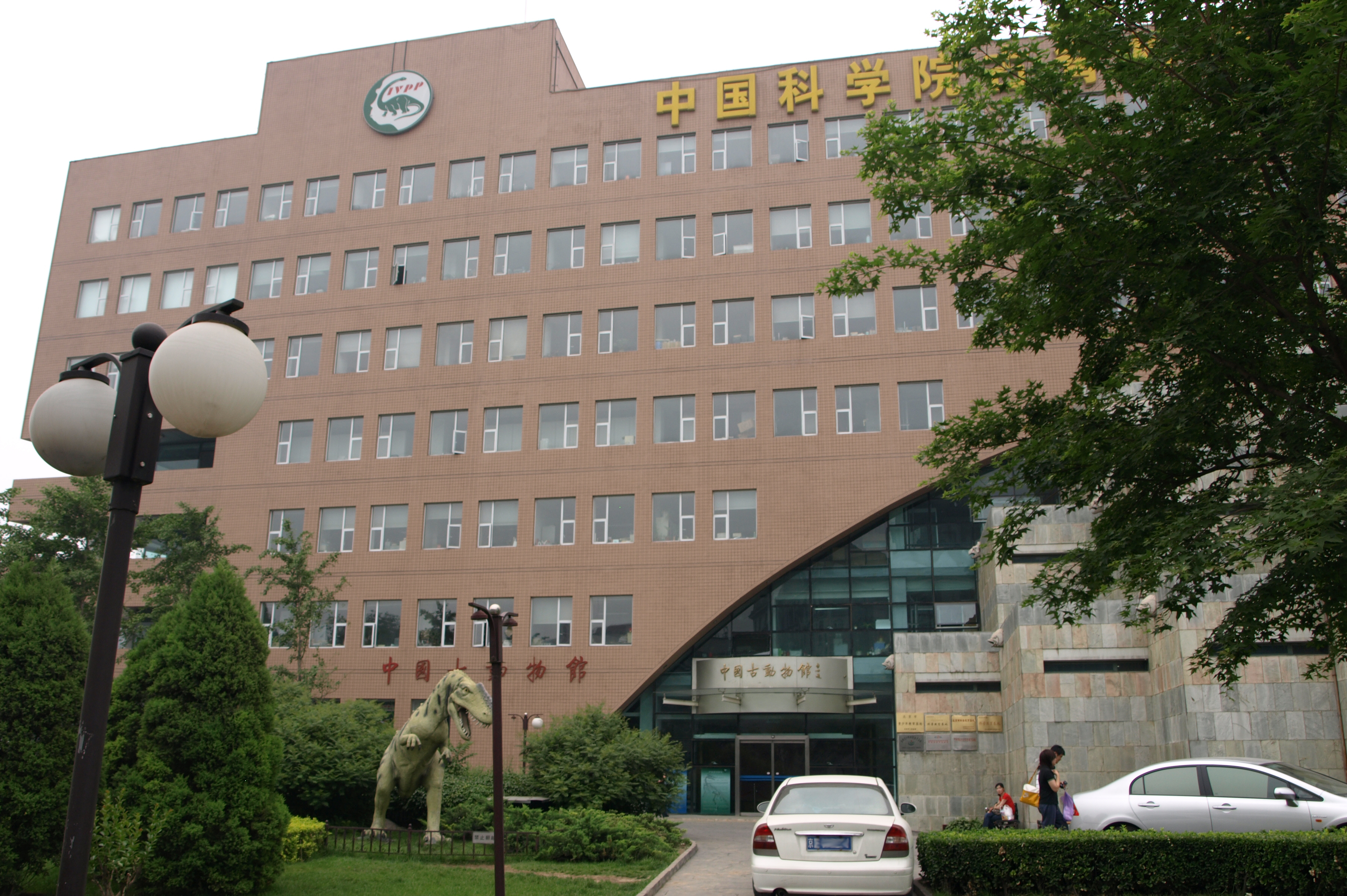
古脊椎動物、人類学研究所の入口

中国古動物館（ちゅうごくこどうぶつかん、中国語: 中国古动物馆）は中華人民共和国北京市西城区にある古生物の博物館である。同じ建物に中国科学院古脊椎動物古人類学研究所があり、一般公開されている化石などの展示場と研究施設がある。
メインの博物館は3つのフロアーからなり、1階は魚類や両生類の化石、2階に爬虫類と鳥類の化石、3階にステゴドン (Stegodon) を含む哺乳類の化石が展示されている。展示されている化石の多くは、中国で発見されたものである。展示品の中には遼寧省で発見された孔子鳥、ミクロラプトルのように鳥類への進化の道筋を示す古生物のサンプルもある。
隣接するギャラリーには北京原人を含む人類の起源に関する展示があり、旧石器時代の人々の使った石器や、頭蓋骨の化石が展示されている。
古脊椎動物、人類学研究所には徐星（シュウ・シン、Xu Xing）などが研究している。

## ギャラリー

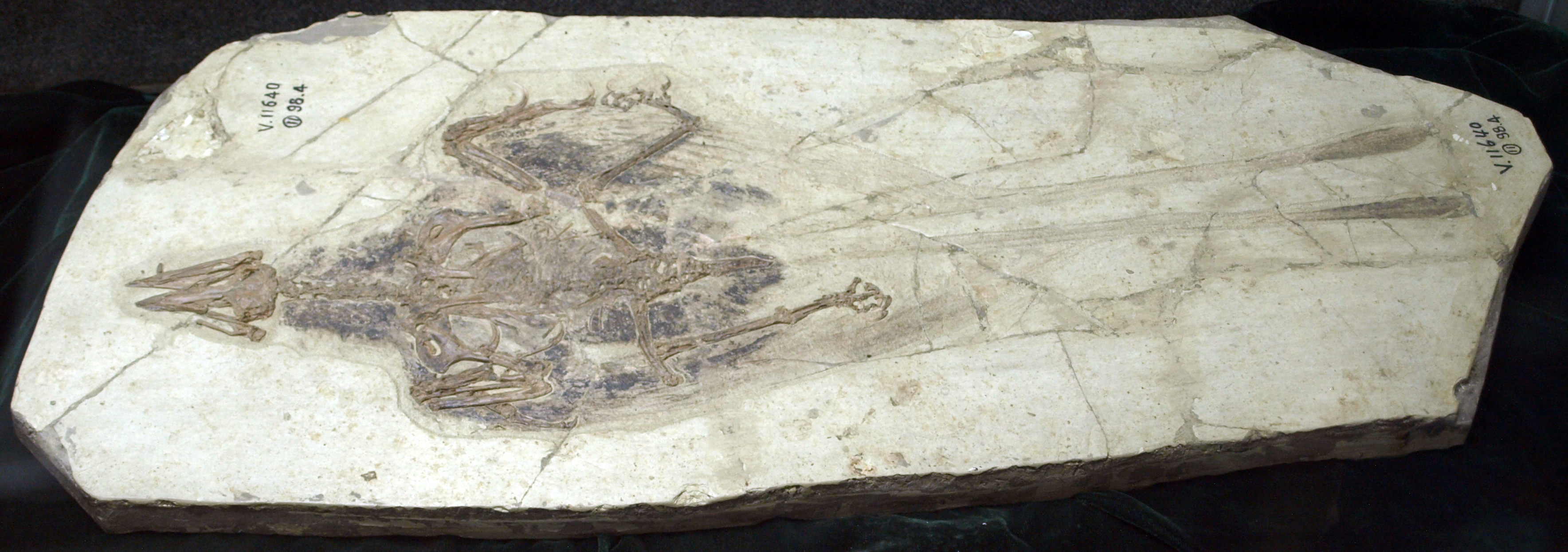
A specimen of Confuciusornis sanctus
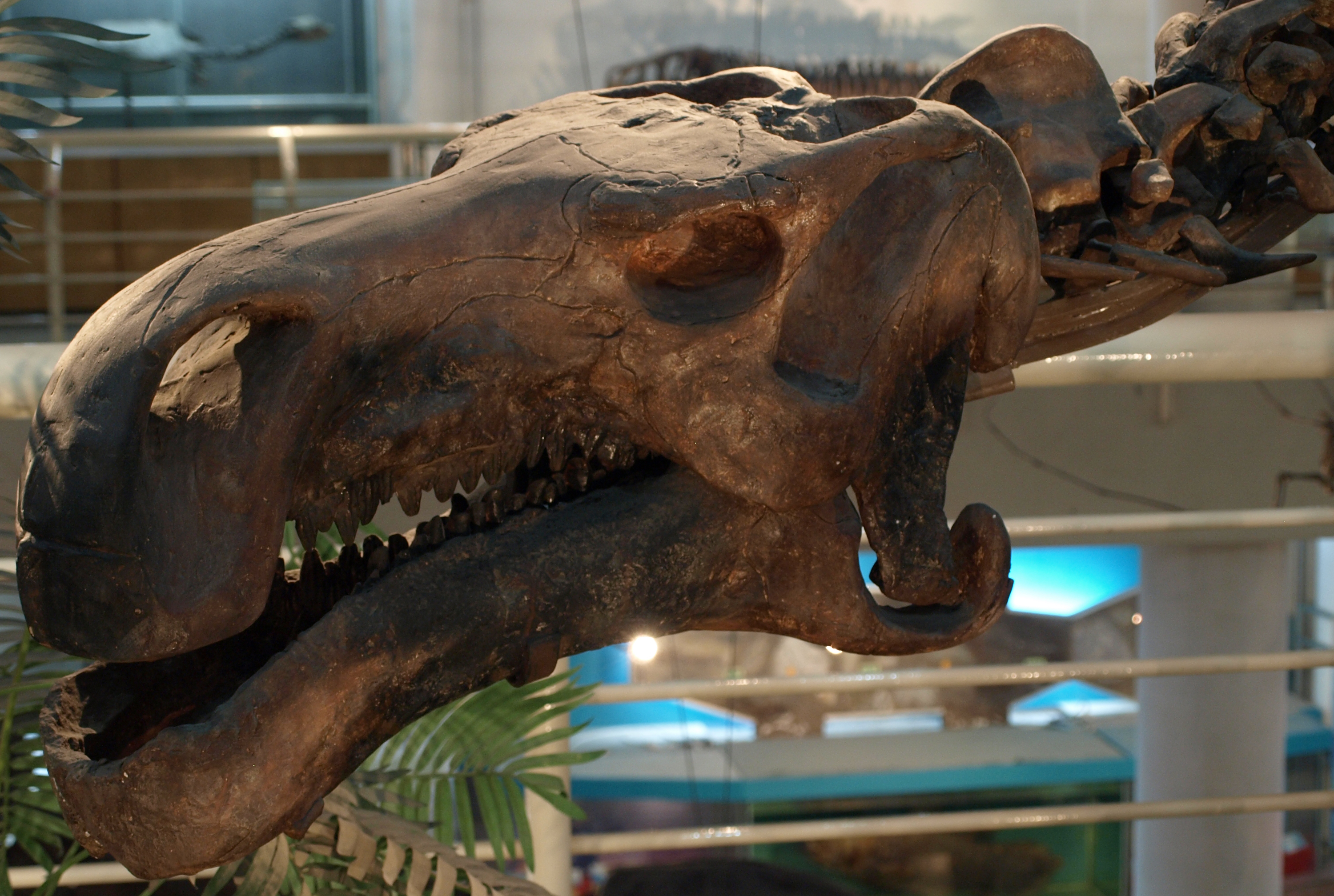
Close-up of the skull of a specimen of Probactrosaurus gobiensis
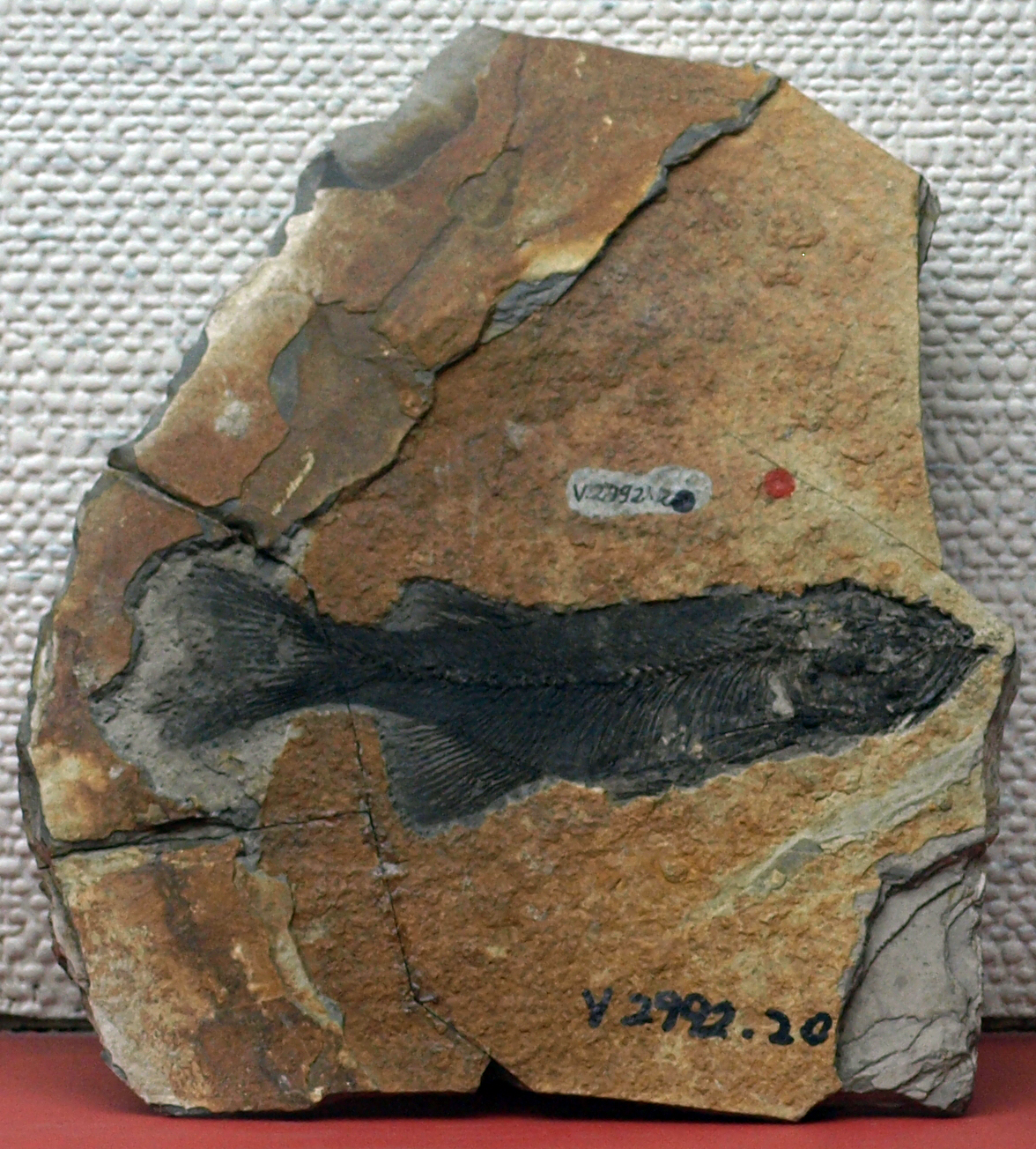
A specimen of Paralycoptera wui
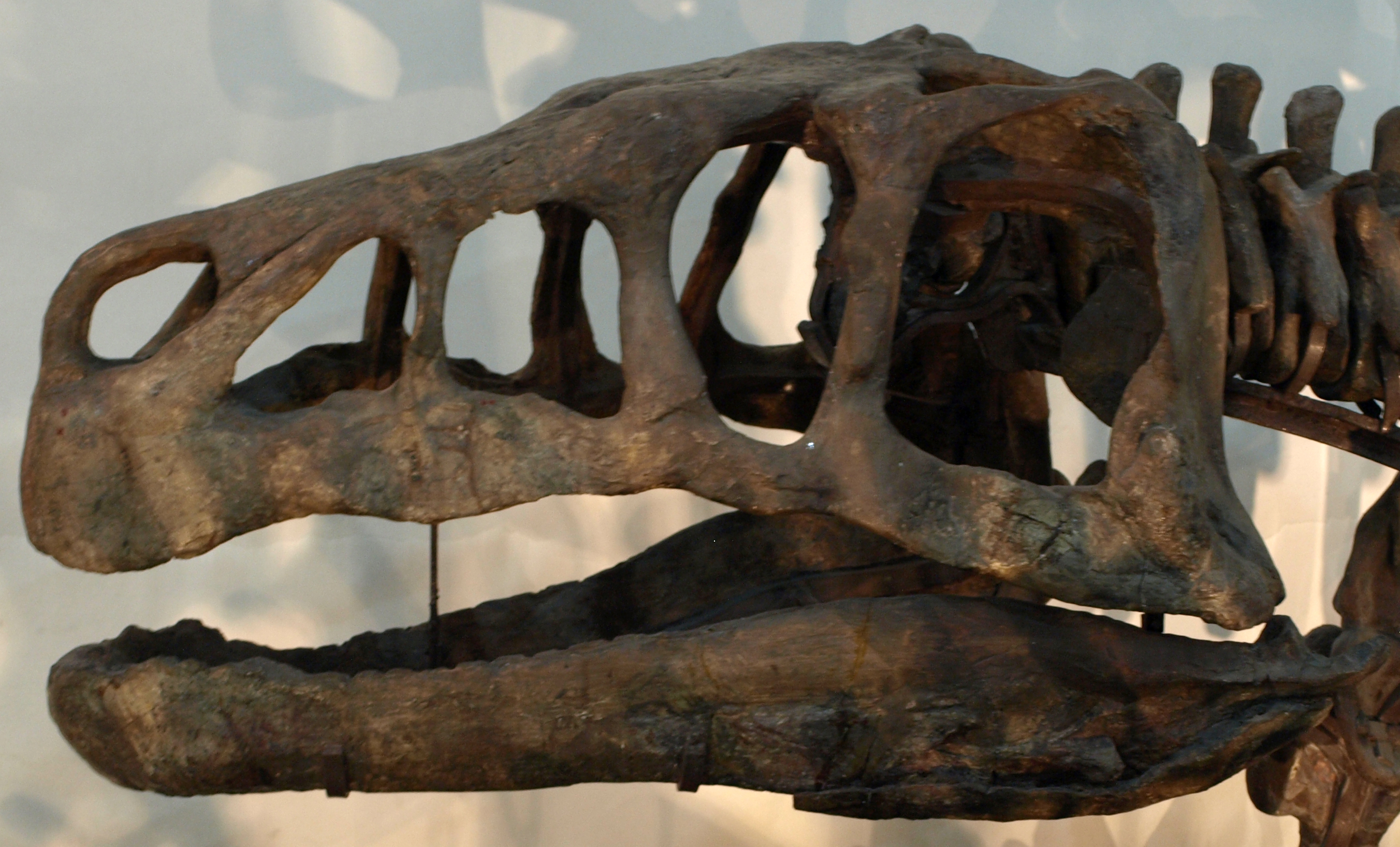
Skull of Shansisuchus shansisuchus
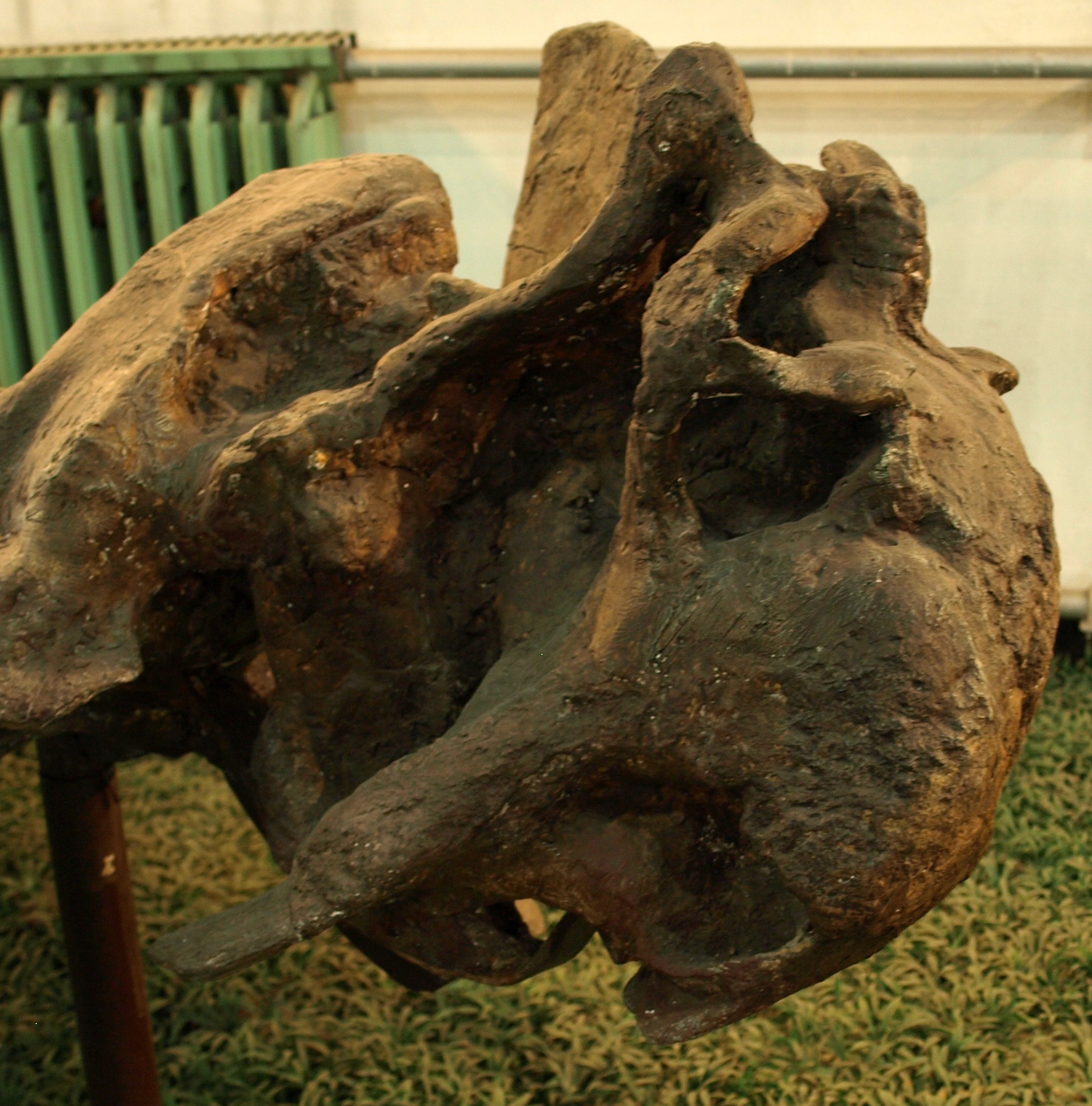
A specimen of Parakannemeyeria youngi
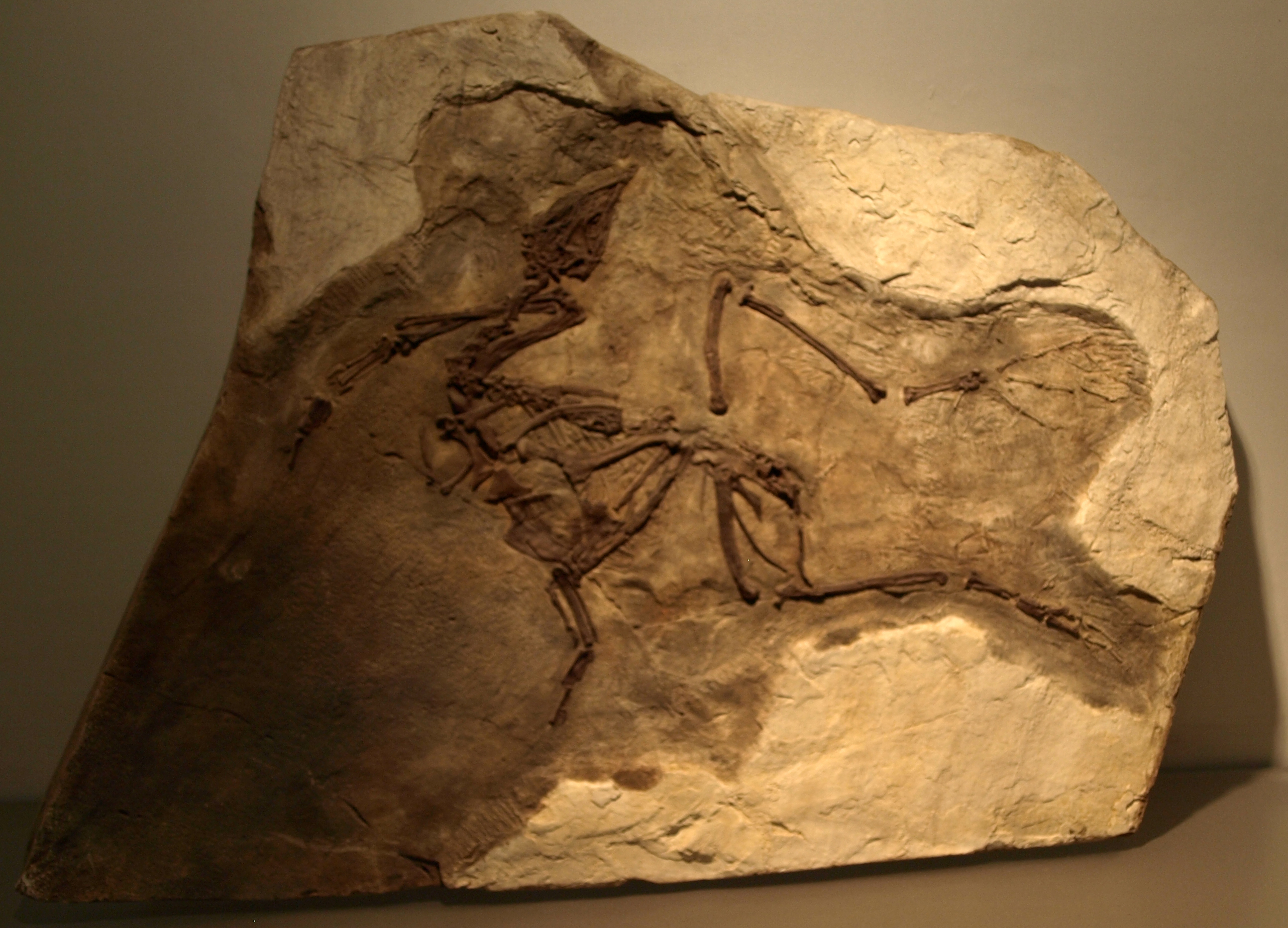
Fossil specimen of Yixianornis Grabaui
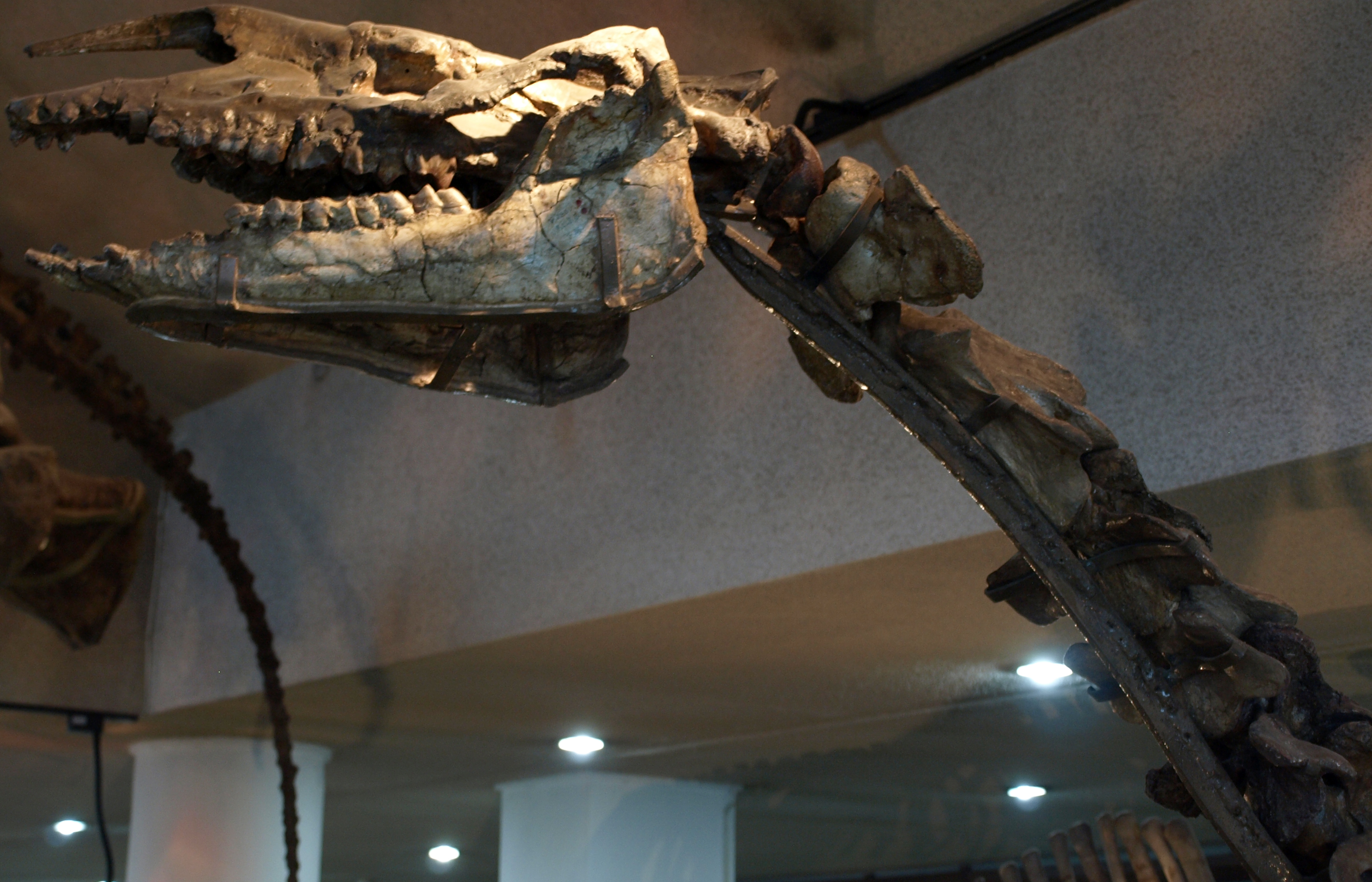
A mounted specimen of Juxia Sharamurenense
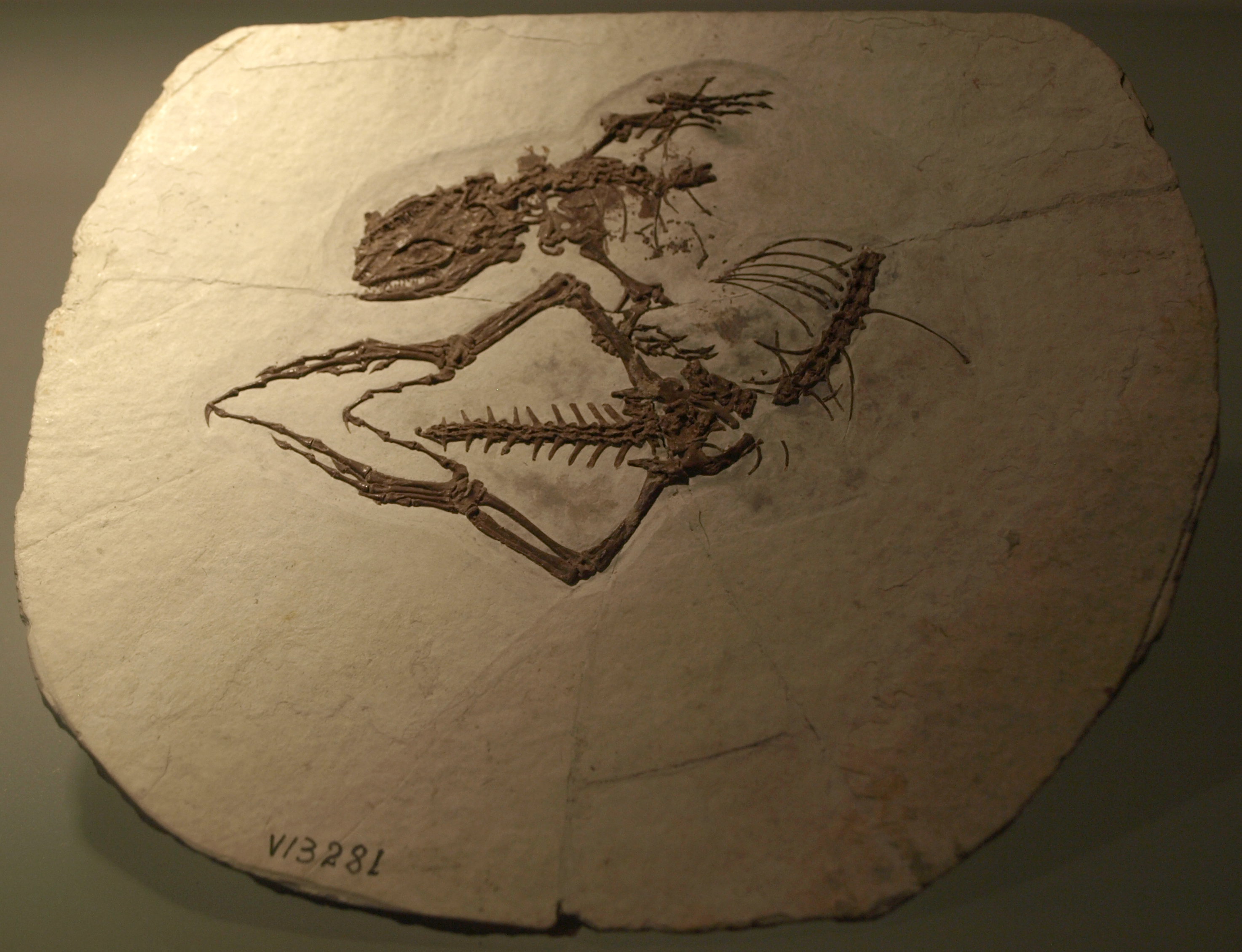
A specimen of Dalinghesaurus longidigitus
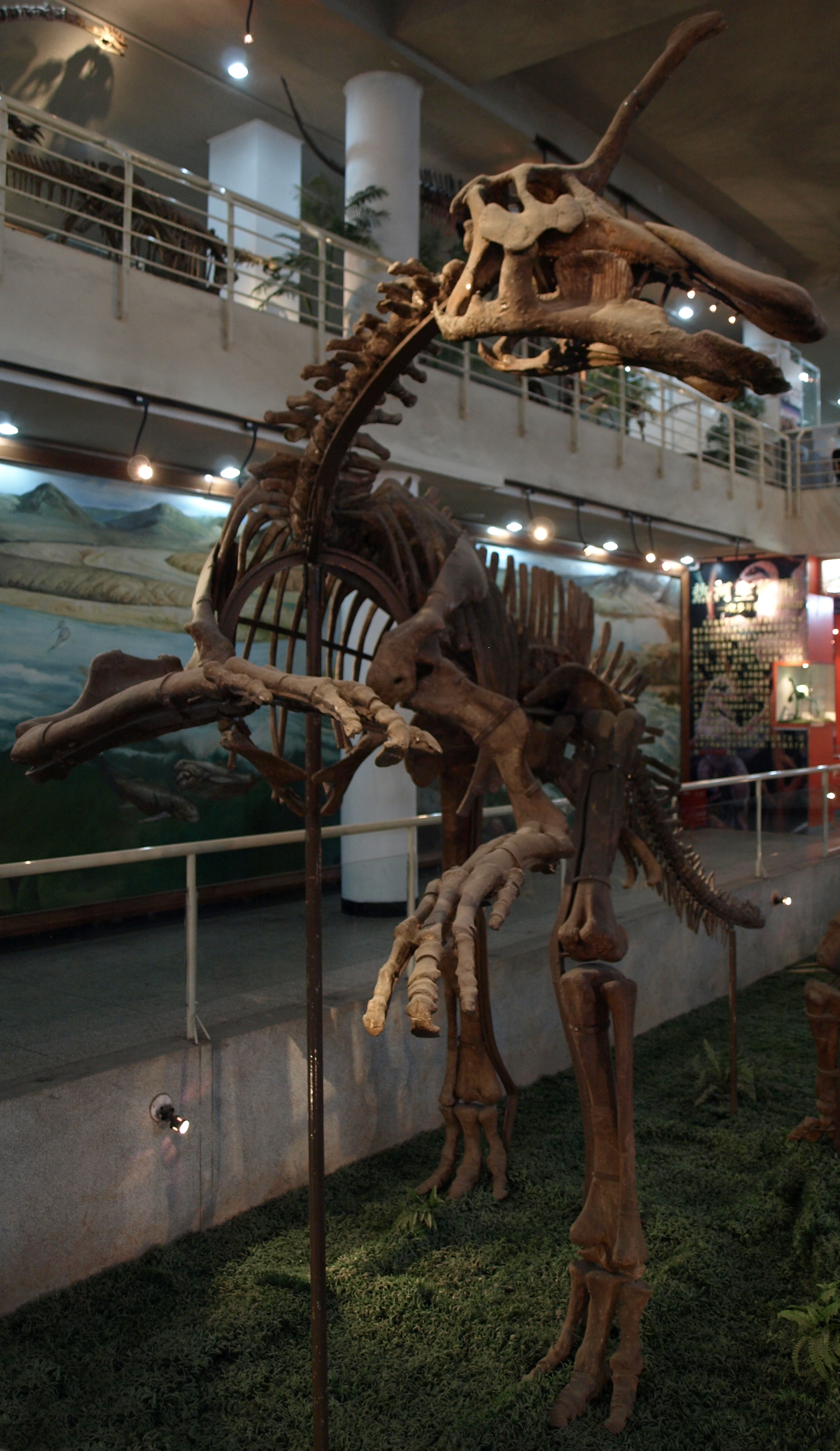
Tsintaosaurus skeleton.
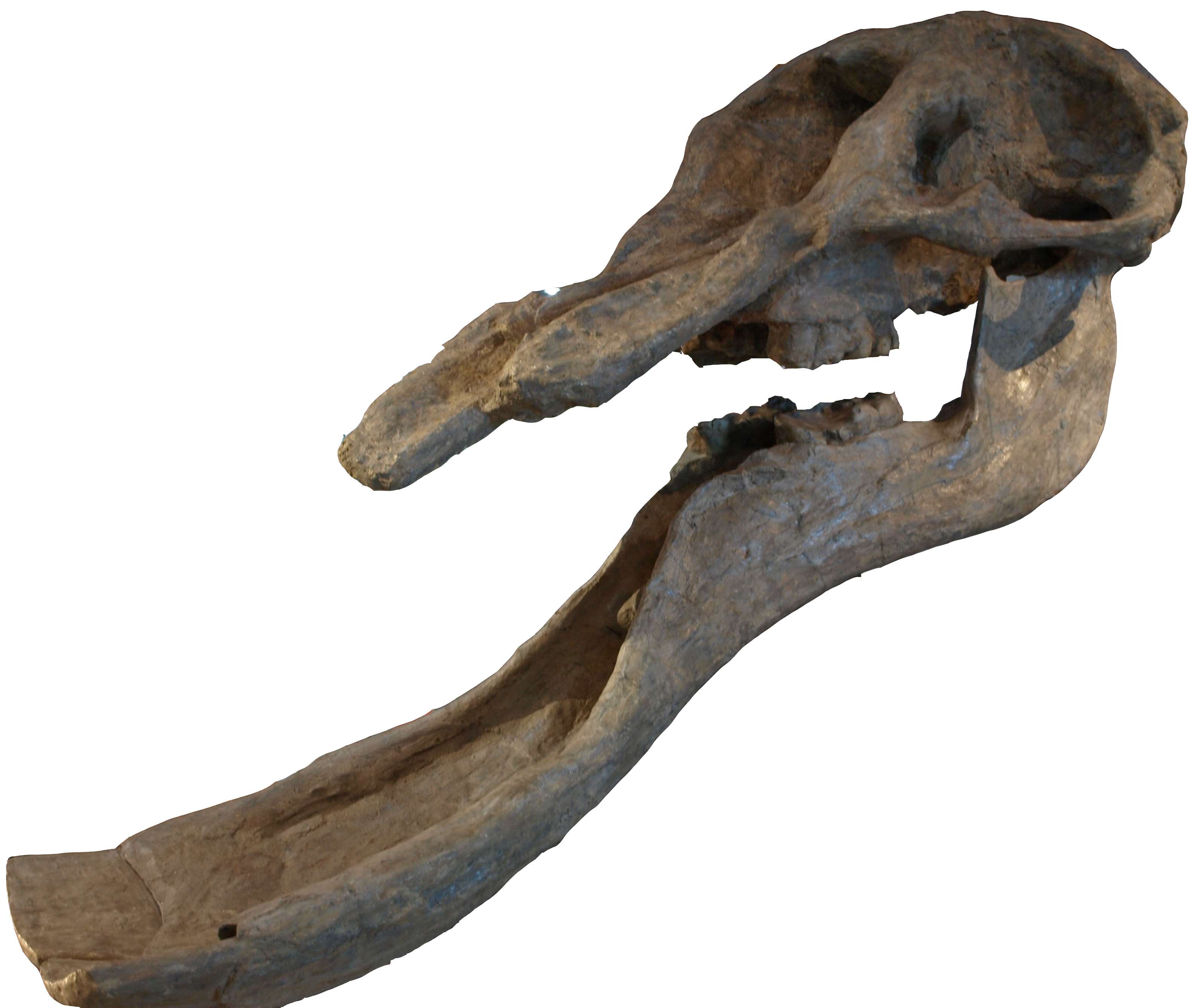
Platybelodon skull.
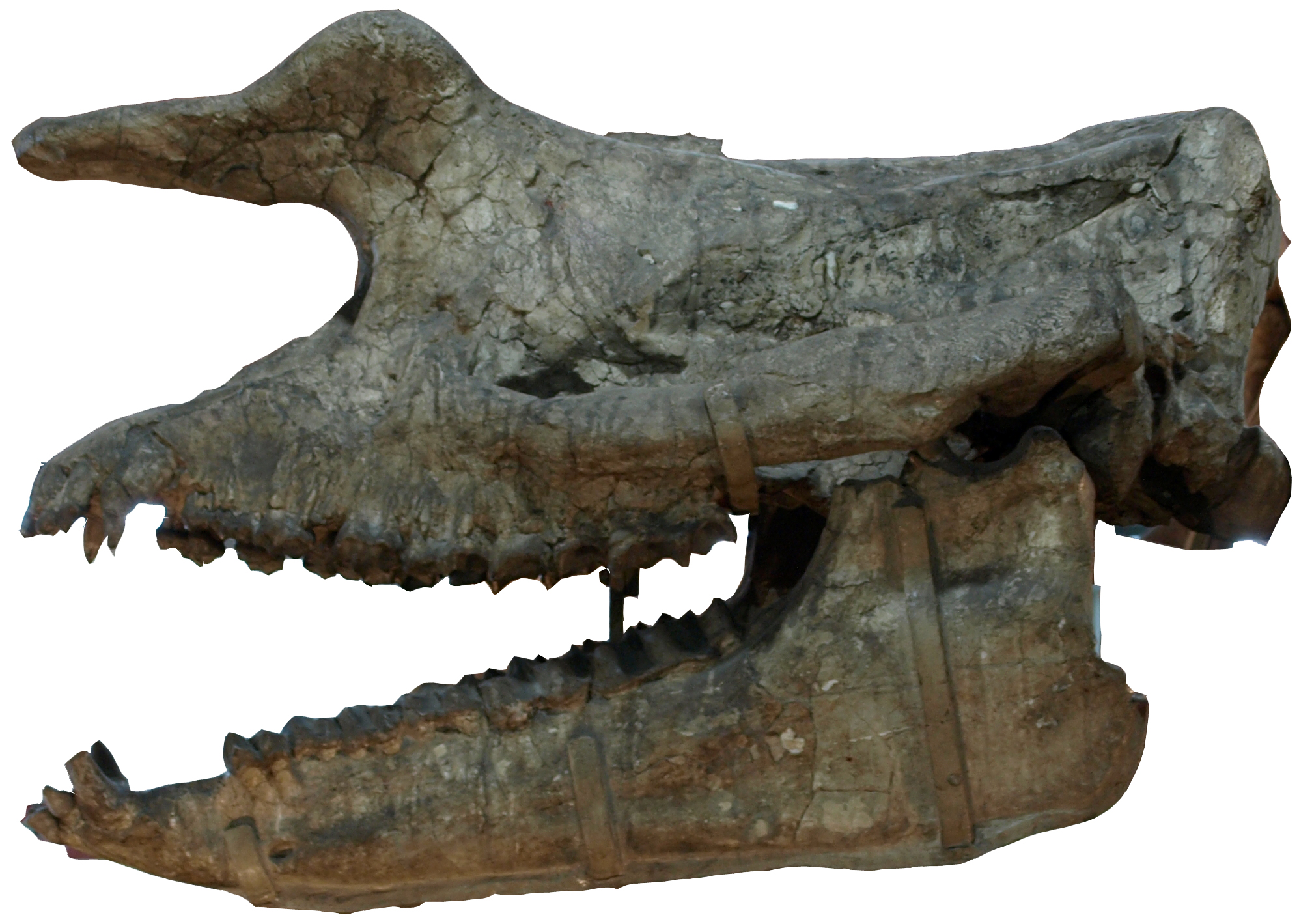
Rhinotitan skull.
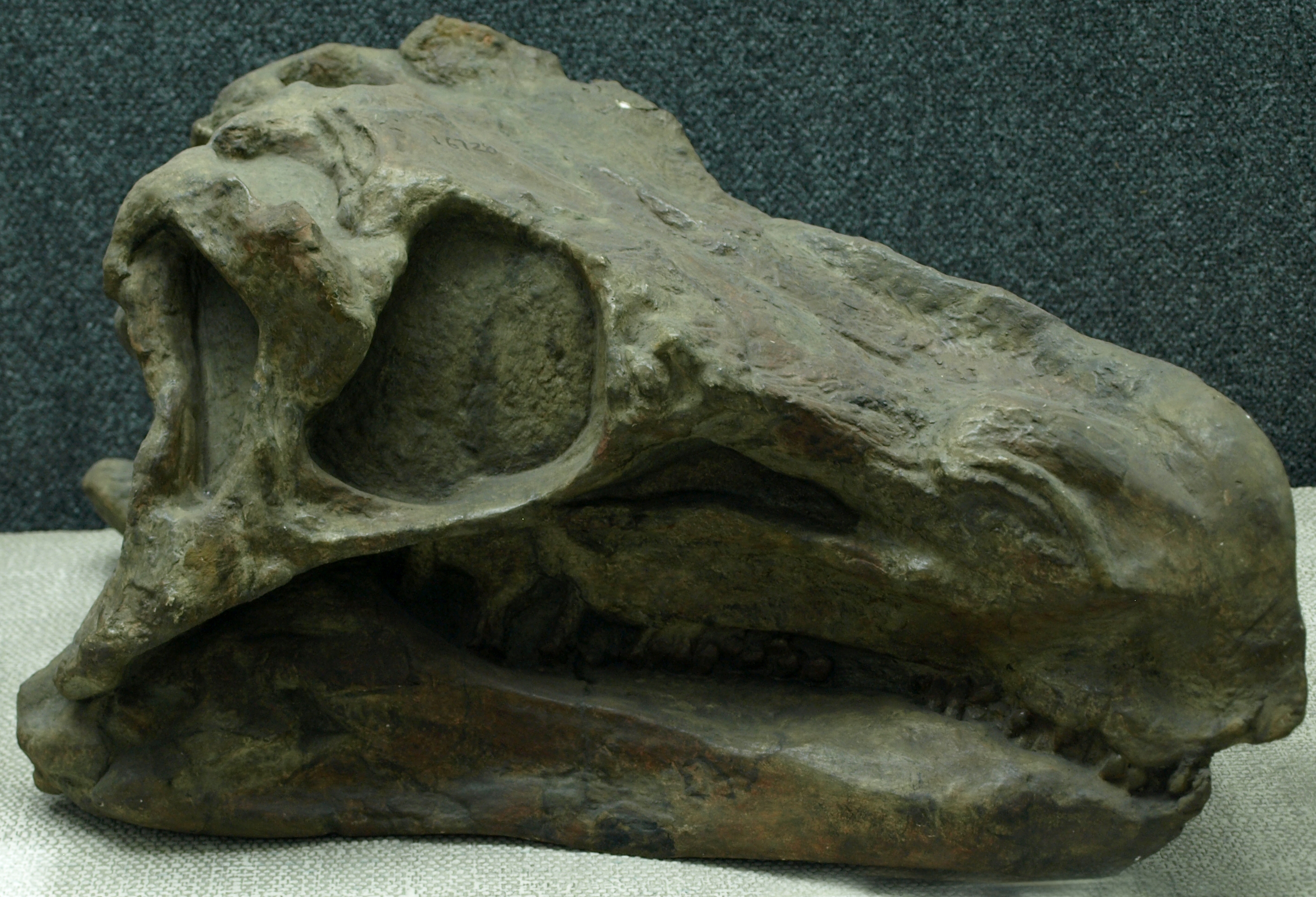
Huayangosaurus skull.
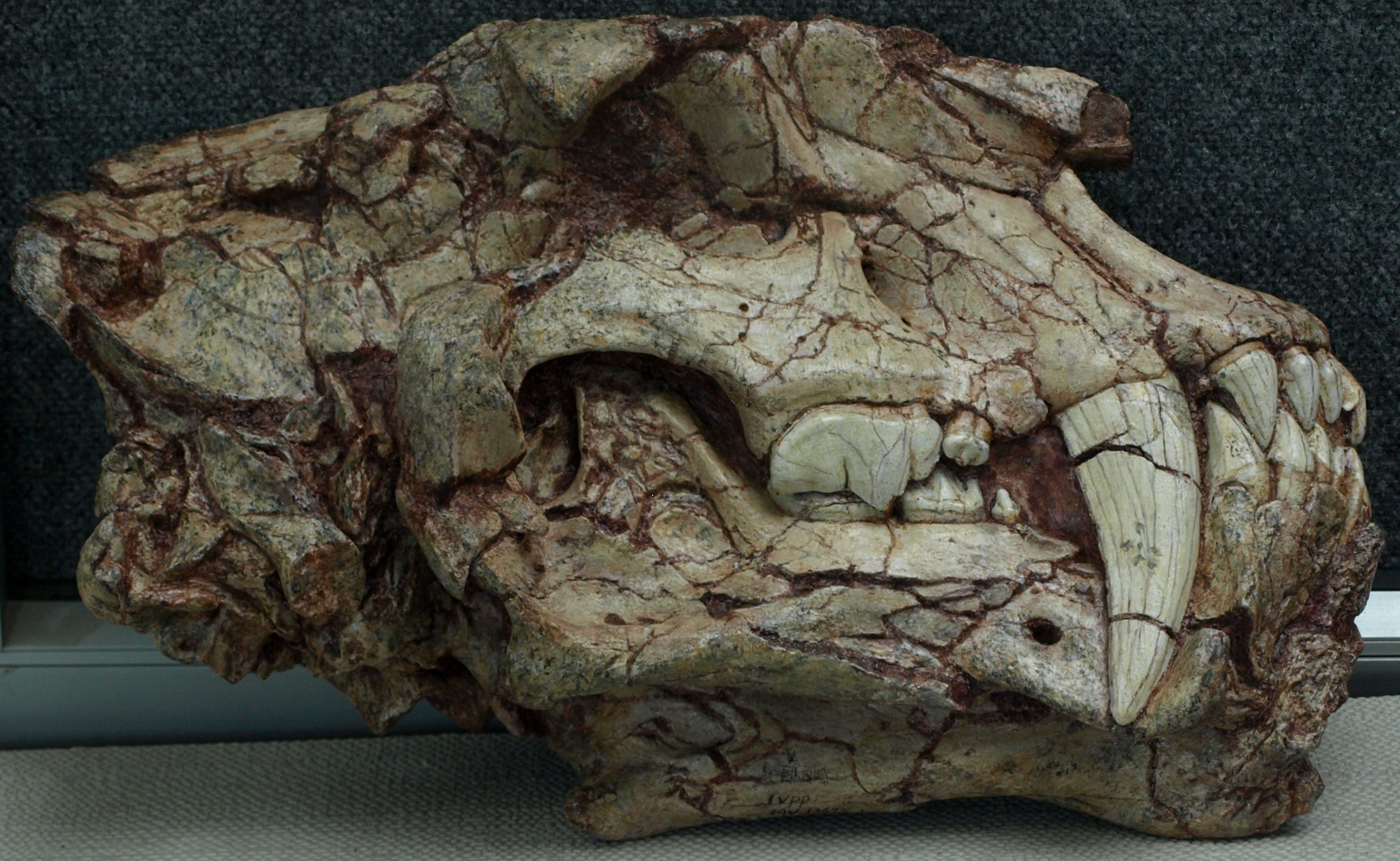
Homotherium skull.